# Jacob van Heemskerk

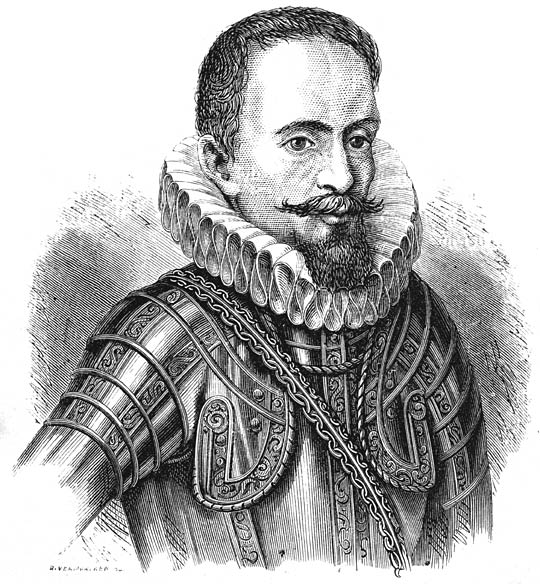
Jacob van Heemskerk

Jacob van Heemskerk, auch „Hemskerck“ geschrieben, (* 1. März 1567 in Amsterdam; † 25. April 1607 bei Gibraltar) war ein niederländischer Admiral und Seefahrer, Vizeadmiral der Admiralität von Amsterdam und Kapitän der Niederländischen Ostindien-Kompanie.

## Leben
Jacob van Heemskerk war der Sohn des Hendrick Cornelis van Beest van Heemskerck aus dem Geschlecht der Van Heemskerck. Er war vermutlich Nachfahre von Gerrit van Heemskerck, dem Lehnsherren der Insel Terschelling ab 1417. Heemskerk war mit Maria Houtman verheiratet und hatte einen Sohn.
Van Heemskerk nahm an zwei Expeditionen in die Arktis teil und überwinterte 1596/1597 während dessen dritter Expedition mit Willem Barents auf der Suche nach der Nordostpassage in einer aus Treibholz errichteten Hütte auf Nowaja Semlja. Mit Barents, der jedoch nach einer Woche verstarb, und den anderen Mitgliedern der restlichen Mannschaft der Expedition verließ er im Juni 1597 die Nordspitze der Doppelinsel in selbstgezimmerten Booten. Diese erreichten zuletzt die Halbinsel Kola im Nordwesten Russlands. Auf einem niederländischen Handelsschiff, das von Jan Corneliszoon Rijp geführt wurde, kehrte er noch 1597 nach Amsterdam zurück.
1603 wurde van Heemskerck als Admiral in die südasiatischen Meere geschickt, wo er in der Auseinandersetzung mit der portugiesischen Flotte militärische Erfolge erzielte. Am 25. April 1607 führte er als Admiral eine Flotte von 27 Schiffen in die Seeschlacht bei Gibraltar und zerstörte die spanische Armada vollständig, fand aber selbst dabei den Tod.
Jacob van Heemskerk liegt in der Oude Kerk von Amsterdam begraben. Er erhielt das erste vom Staat finanzierte Praalgraf für einen Seemann.
Nach Jacob-van-Heemskerck wurde eine Fregatte der niederländischen Marine benannt.